# Alisport Silent 2

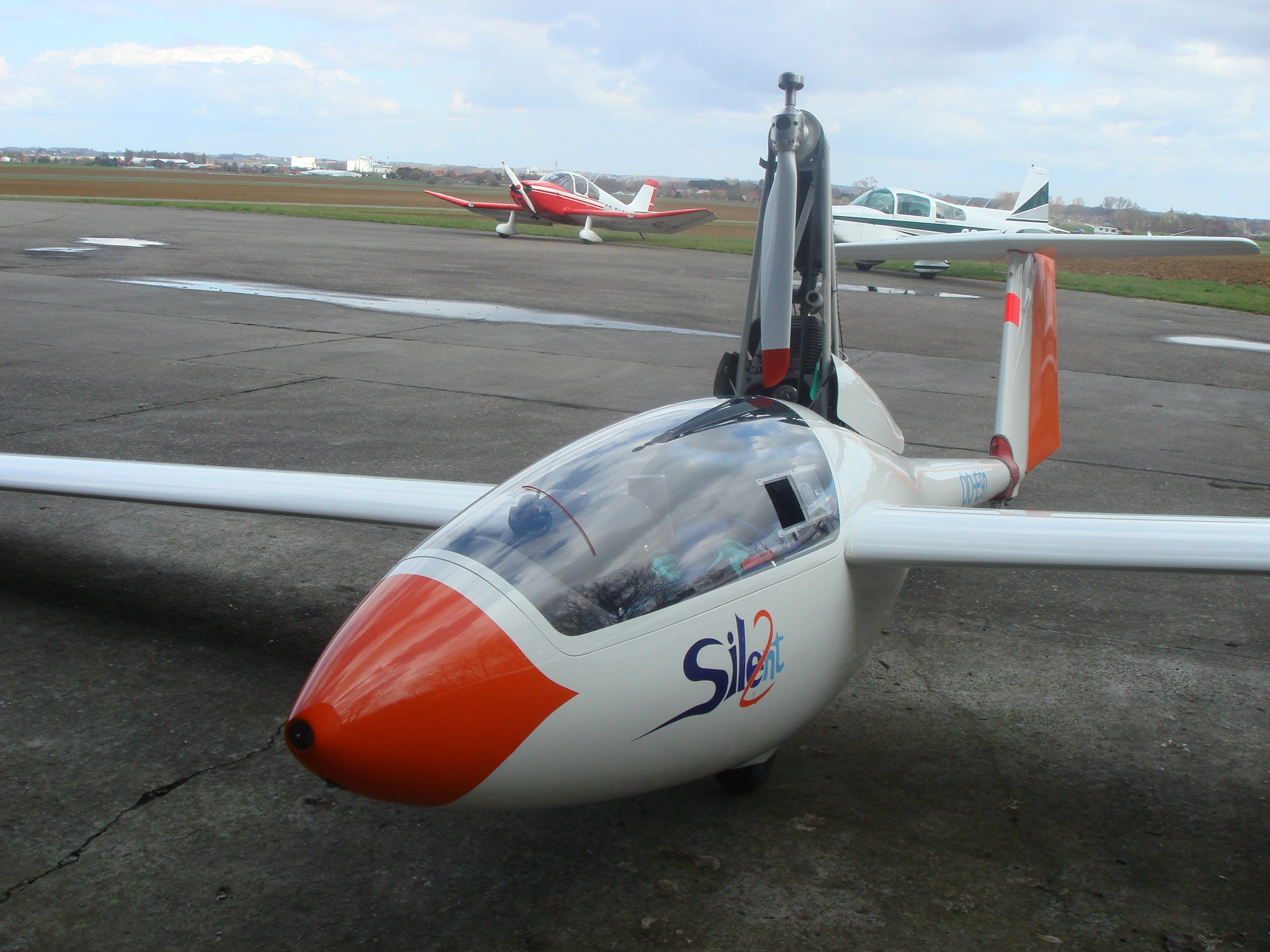
L'Alisport Silent 2.

Dimensions
L'Alisport Silent 2 est un planeur de fabrication italienne développé par Alisport.